# On a marché sur la Lune
 (février 2020).
On a marché sur la Lune est le dix-septième album de bande dessinée des Aventures de Tintin. Sa prépublication dans les pages du journal Tintin se confond avec celle de l'album précédent, Objectif Lune, mais l'aventure est présentée uniquement sous le titre On a marché sur la Lune. 24 planches sont prépubliées du 30 mars 1950 au 7 septembre 1951 puis 93 autres du 9 avril 1952 au 30 décembre 1953. L'album paraît en 1954.

## Résumé

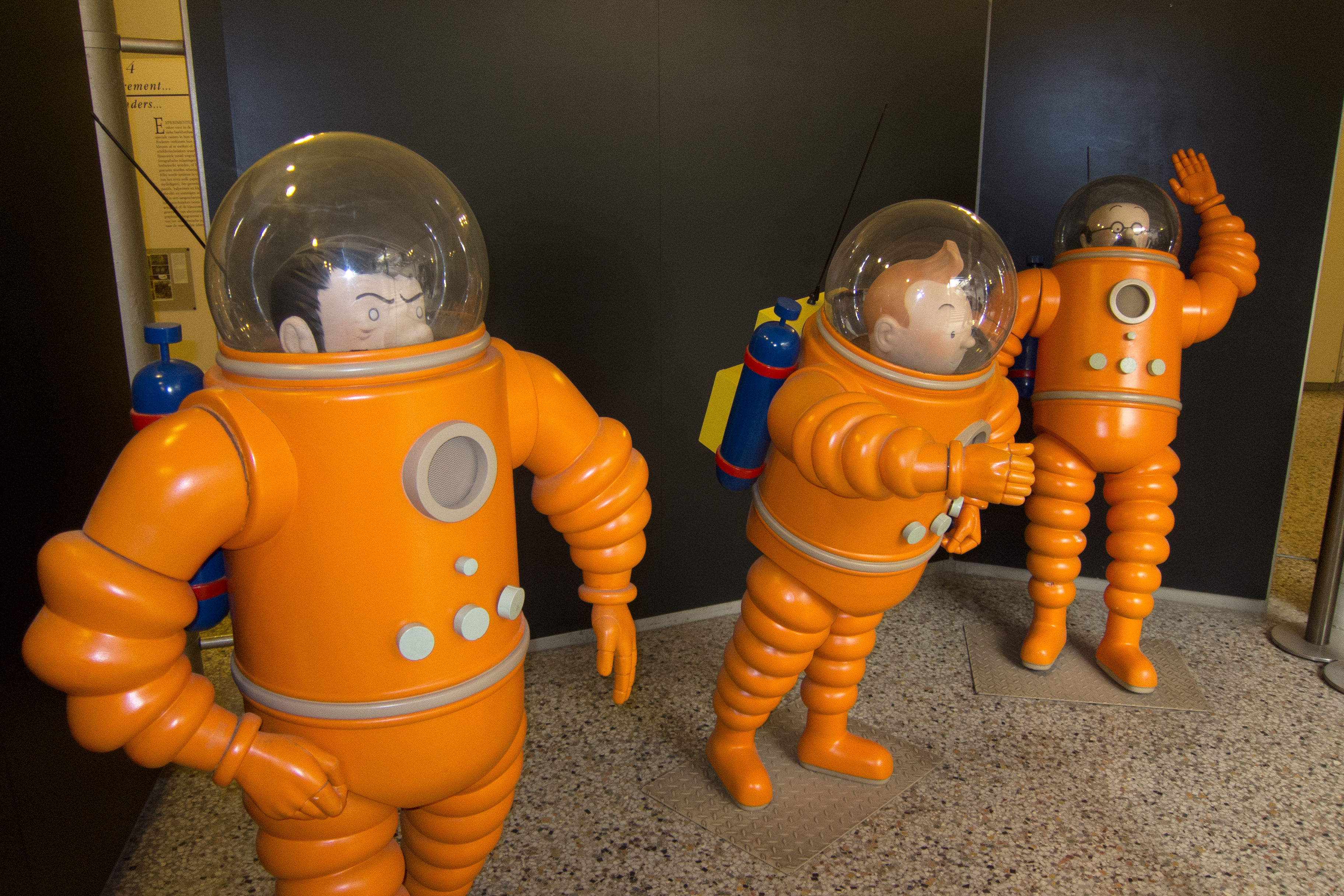
Combinaisons d'astronaute du Capitaine Haddock, Tintin et du Professeur Tournesol.

Le récit se poursuit au point où l'avait laissé Objectif Lune. Après quelques minutes de peur au lancement, les passagers de la fusée reprennent connaissance et tout semble bien se passer : la fusée se dirige vers la Lune. Cependant, il y a une surprise de taille : les Dupondt, qui ont pris place à bord pour des raisons de sécurité, se sont trompés d'heure et sont accidentellement du voyage. Cette situation force Tournesol à en réduire la durée afin de ne pas manquer d'oxygène...
Le voyage se déroule sans incident ou presque, sinon une escapade du capitaine  hors de la fusée qui provoque par sa durée une certaine inquiétude, et la fusée se pose sans encombre sur la Lune. Les appareils sont installés et Tournesol s'adonne à ses recherches. Durant l'une des expéditions, Tintin reste à bord. À ce moment, Jorgen (alias le colonel Boris), embarqué clandestinement, sort de sa cachette et se prépare à décoller avec la fusée. Tintin réussit à l'arrêter à la dernière minute. Frank Wolff, l'assistant de Tournesol, est démasqué en tant que complice de Jorgen. Il avoue qu'il est celui qui a transmis les indications de radioguidage de la fusée d'essai, et qui a permis au colonel de s'embarquer clandestinement dans la fusée. Avec, à nouveau, un passager supplémentaire, la fusée décolle vers la Terre, les réserves d'oxygène étant loin d'être suffisantes. Jorgen est tué au cours d'un affrontement l'opposant à Wolff, qui, pris de remords pour son ancienne complicité avec le colonel, se sacrifie dans l'espoir de sauver le reste de l'équipage en sortant de la fusée pour se perdre dans l'espace. Finalement, la fusée arrive à bon port, alors que les premiers hommes sur la Lune n'ont presque plus d'oxygène. Ils sont retrouvés inanimés par l'équipe de secours, qui parvient à les ranimer.

## Fiche technique
- Scénario : Hergé
- Dessins : Hergé
- Éditeur : Casterman
- Lieux : Syldavie, Lune
- Époque : 1954

Comme souvent dans les albums d'Hergé, de nombreux changements sont opérés sur les planches entre la parution de l'histoire dans le journal de Tintin (étalée entre 1950 et 1953) et la publication des albums en 1953 et 1954. Réalisées avec l'aide des tout nouveaux Studios Hergé, ces modifications consistent en l'ajout de nouvelles planches inédites, l'agrandissement des cases (donnant un souffle nouveau à l'album), la modification des couleurs (par exemple celles du char lunaire qui était orange et devient bleu) et la suppression de certaines planches, en particulier l'épisode où le Capitaine jette par inadvertance Milou au vide-ordure avec les cheveux des Dupondt et celui où Tintin et le Capitaine vont — armés — au secours des Dupondt perdus sur la Lune.

## Incohérences, erreurs et particularités
- Les carreaux rouges et blancs de la fusée changent régulièrement de place à travers les cases (comme dans l'album précédent).
- Alors que la fusée est depuis plusieurs jours (terrestres) sur la lune, les couchettes sont encore installées comme au décollage, dans une position permettant de supporter l’accélération et l'écrasement qui en résulte, mais pas de dormir normalement, à plat.
- Lorsque Tintin, Wolff, Haddock et Milou sont dans le char lunaire, on peut voir une pioche attachée sur le côté du véhicule. La pioche disparaît par la suite, puis réapparaît.
- Dans les vieilles éditions, Tintin parle du complot contre le roi de Syldavie Muskar IV. Or, le complot a eu lieu contre Muskar XII. L'erreur sera corrigée par la suite.
- À la suite de pressions des milieux catholiques et de l'éditeur, Hergé se voit contraint de modifier la lettre d'adieu de Wolff en une version plus édulcorée de son suicide, dans laquelle celui-ci émet le souhait qu'un miracle puisse le sauver[2]. Par la suite, l'auteur regrettera d'avoir cédé et ajouté ce détail irréaliste, le scientifique n'ayant aucune chance de s'en sortir vivant[3].
- Wolff est, avec Mitsuhirato dans Le Lotus bleu, l'un des deux personnages de la série qui meurent en se suicidant.
- Le capitaine Haddock est attiré par l'astéroïde Adonis. En réalité, Adonis évolue à 5 millions de kilomètres de la Terre, et ne peut donc se trouver entre cette planète et la Lune (380 000 km). Par ailleurs, sa gravité est trop peu élevée pour qu'un phénomène d'attraction se produise. Avec une vitesse de libération maximale de 60 centimètres par seconde, un simple saut d'homme à sa surface suffirait pour en décoller.
- Lors de l'interrogatoire de Wolff après le départ avorté de la fusée, Tintin demande à Wolff s'il est à l'origine de l'altération de câbles ayant provoqué la chute d'une caisse sur Tintin et Tournesol lors du déchargement du matériel. Or, à ce moment-là, Jorgen et ses commanditaires n'ont pas intérêt à provoquer la mort "accidentelle" de membres d'une mission d'exploration qui ne fait que commencer. L'usure des câbles de soutien de la caisse ne peut donc être qu'accidentelle.

## Adaptations

### Série animée de 1959
Cet album est adapté dans la série animée de 1959, l'intrigue d'Objectif Lune (qui donne d'ailleurs son nom à l'épisode) étant brièvement traitée au début de cette adaptation. On peut relever de nombreuses différences avec l'œuvre originale :
- Tintin et les autres se rendent principalement sur la Lune pour aller sauver Milou, emporté par une petite fusée expérimentale ;
- le whisky du Capitaine est remplacé par du café ;
- Haddock s'envole dans l'espace non par ivresse, mais parce qu'il ôte ses chaussures, qui lui font mal. Sans ces dernières, le manque de pression devrait gravement affecter ses pieds, malgré ses chaussettes ;
- les personnages doivent faire face à une pluie de météorites sur la Lune, qui se montre très bruyante alors qu'on ne devrait pas entendre de son, du fait de l'absence d'air. Ironiquement, dans l'album, il y a une séquence entière où Tintin et Haddock assistent à la chute silencieuse d'une météorite, Tintin expliquant alors au Capitaine l'absence de son sur la Lune ;
- après la pluie de météorites, Haddock, Tournesol et les Dupondt se retrouvent emprisonnés dans une grotte, dont ils s'échappent en utilisant de la dynamite. Sa mèche s'enflamme malgré l'absence d'oxygène, car elle contient déjà un comburant ;
- au lieu d'un char, Tournesol dispose d'une sorte de mini-vaisseau volant à toit transparent très « science-fiction ». L'absence d'air empêcherait en réalité toute portance ;
- en revenant sur Terre, la fusée s'échauffe jusqu'à devenir toute blanche, se fracasse contre des rochers et tombe sur le côté, provoquant un incendie ;
- Jorgen et Wolff survivent. Ils sont ligotés et ramenés sur Terre ;
- la fusée lunaire est baptisée "XM2", alors qu'elle n'a pas de nom dans les albums.

### Série animée de 1992
L'album est également adapté dans la série animée de 1992, bien plus fidèlement malgré quelques libertés :
- La scène avec les oursons qui cherchent les sandwichs au miel de Tintin lorsqu'il essaye d'atteindre la bouche d'aération, n'est pas présente dans la série animée ;

- l'histoire commence alors que Tintin appelle la Terre et que les Dupondt sortent de leur cachette. Le début de l'album, où Tintin et ses compagnons sont toujours inconscients, a été utilisé à la fin de l'épisode Objectif Lune ;
- l'adaptation rend moins clair le fait que le coup de folie de Haddock lorsqu'il quitte la fusée est dû à un état d'ébriété, et la boisson qu'il consomme juste avant n'est pas explicitement identifiée comme étant de l'alcool (même si cela reste sous-entendu) ;
- lorsque le capitaine Haddock vole dans l'espace, il prend l'astéroïde Adonis pour le château de Moulinsart. Ce détail est absent de l'album[réf. nécessaire] ;
- pour des raisons de durée, certains passages ont été supprimés, comme la collation avant l'atterrissage, la dispute entre Haddock et les Dupondt, ainsi que l'exploration de la caverne avec la chute de Milou dans un gouffre de glace ;
- à l'inverse de l'album, Tintin ne pilote pas le char lunaire dans la série ;
- dans l'album, Tournesol, Haddock et les Dupondt partent visiter une grotte pendant deux jours, alors que dans la série, ils partent en expédition pendant deux heures ;
- après avoir expédié Milou assommé à l'étage inférieur de la fusée, Jorgen n'ordonne pas à Wolff de lui préparer à manger ;
- dans l'album, Tintin explique à Haddock qu'il connaît Jorgen, ce qui n'est pas le cas dans la série ;
- dans l'album, après que Haddock a ligoté Jorgen et Wolff dans la cale, Tournesol annonce qu'ils n'ont que quatre jours d'oxygène, et qu'ils ont encore beaucoup à faire avant de pouvoir décoller, notamment remettre la fusée en marche et récupérer leur matériel de recherches. Tintin lui répond qu'ils vont immédiatement mettre la main à la pâte et demande à Walter de leur mettre de la musique pour les motiver. Trois jours après, Tournesol prévient Walter que le char lunaire et les instruments d'optique resteront sur place, car ils n'auront jamais le temps de les démonter. Tintin et Haddock récupèrent seulement les bonbonnes d'oxygène, les caméras et les appareils enregistreurs. La série ne donne pas autant de détails, le départ de la Lune se faisant plus rapidement ;
- la dernière confrontation avec Jorgen a lieu dans le poste de pilotage, et non à l'étage des couchettes ;
- dans l'album, après que Wolff a accidentellement tué Jorgen en tentant de le désarmer, Walter, ayant entendu le coup de feu, appelle en demandant ce qu'il s'est passé. Tournesol lui annonce le décès du colonel en expliquant tous les détails. Cette scène apparaît dans la série, sans toutefois montrer Walter et Baxter, ni Miller qui les espionne. Les apparitions de l'employeur de Jorgen ont été grandement réduites dans l'adaptation, et on ne le voit pas non plus souhaiter la perte des membres restants de la fusée alors qu'ils approchent de la Terre ;
- après la mort de Jorgen, Tournesol donne ses instructions pour la fin du voyage, et décide de lui-même que le cadavre doit être abandonné dans l'espace. Dans l'album, c'est Tintin qui demande ce qu'ils vont faire du corps, ce à quoi Tournesol répond qu'ils n'ont pas d'autre choix que de le jeter dans l'espace. Tintin indique également qu'ils doivent aller délivrer les Dupondt, menottés un peu plus tôt par Jorgen, ce qu'il ne dit pas dans la série ;
- Wolff ne mentionne aucun espoir de survie pour lui dans sa lettre d'adieu, conformément à la première version de l'histoire et donc sans le rajout imposé pour la version en album. Le doute d'Haddock et le post-scriptum sont absents, Tintin déduisant de lui-même et immédiatement que l'alarme ne s'est pas déclenchée à cause des fils coupés.
- dans l'album, après que Tintin et Tournesol ont lancé la manœuvre de retournement de la fusée pour revenir sur Terre, Haddock envisage d'en finir en se saoulant avec son whisky, avant d'y renoncer. Dans la série, le retournement de la fusée se fait automatiquement et la scène avec Haddock n’apparaît pas ;
- à la fin de l'album, Haddock est ranimé le dernier puis fête l'aventure en offrant à l'équipage un verre de whisky. Dans la série, Tintin est le dernier à être ranimé et le retour sur Terre est fêté sans alcool.

### Jeux vidéo
- Tintin sur la Lune (Infogrames, 1990) sur Amiga, Amstrad, Atari ST, PC

## Hommages et postérité
En 1969, en hommage à son aventure lunaire, Paris Match commande à Hergé une courte bande-dessinée racontant le déroulement de la mission Apollo 12, parue le 29 novembre 1969 dans le magazine.